# Bộ Y tế (Campuchia)
Bộ Y tế (MoH; tiếng Khmer: ក្រសួងសុខាភិបាល, UNGEGN: Krâsuŏng Sŏkhaphĭbal) là bộ chính phủ chịu trách nhiệm quản lý y tế, ngành y tế, y tế công cộng và tổ chức phi chính phủ liên quan đến y tế tại Campuchia.  Bộ quản lý và điều chỉnh hoạt động của các chuyên gia y tế, bệnh viện và phòng khám trong nước. Tính đến năm 2013, Bộ trưởng Bộ Y tế là Mam Bunheng.  Bộ duy trì 24 sở y tế cấp tỉnh, và trụ sở chính đặt tại Phnôm Pênh.

## Cơ quan ban ngành
Bộ Y tế được tổ chức thành ba ban hành chính, với các sở ngành liên quan như được hiển thị bên dưới:
- Tổng cục Hành chính và Tài chính - hành chính, nhân sự, ngân sách và tài chính
- Tổng cục Y tế[4]
  - Cục Kế hoạch và Thông tin Y tế (DPHI)
  - Cục Phòng ngừa Sức khỏe (DHP)[5]
  - Cục Dịch vụ Bệnh viện (DPS)
  - Cục Nhân lực (DHR)
  - Cục Thuốc và Thực phẩm Thiết yếu (DDF)
  - Cục Kiểm soát và Phòng ngừa Dịch bệnh (CDC)
  - Cục Hợp tác Quốc tế (DIC)
  - Cục Kiểm toán Nội bộ (DIA)
  - Cục Quan hệ Quốc tế
- Tổng cục Thanh tra[6]

## Tổ chức liên kết
Tổ chức thuộc phạm vi quản lý của Bộ Y tế bao gồm:
- Trung tâm Sốt rét Quốc gia Campuchia
- Đại học Khoa học Y tế - Campuchia
- Các trường y tế khu vực
- Trung tâm Quốc gia HIV/AIDS, Da liễu và Bệnh lây truyền qua đường Tình dục (NCHADS)
- Các chương trình và viện quốc gia khác
  - Chương trình Sức khỏe Sinh sản Quốc gia (NRHP)

### Bệnh viện quốc gia
Bệnh viện quốc gia của Campuchia bao gồm:
- Bệnh viện Calmette
- Bệnh viện Kantha Bopha (KBH)
  - Bệnh viện Jayavarmann VII
  - Bệnh viện Kantha Bopha I
  - Bệnh viện Kantha Bopha II
  - Bệnh viện Kantha Bopha IV
  - Bệnh viện Kantha Bopha V
- Trung tâm Sức khỏe Bà mẹ và Trẻ em Quốc gia (NMCHC)
- Bệnh viện Nhi khoa Quốc gia (NPH)
- PADH
- Bệnh viện Hữu nghị Khmer – Xô (KSFH)
- PKSMH
- Trung tâm Kiểm soát Bệnh Lao và Bệnh Phong Quốc gia (CENAT)